# Manoel Victor Filho
Manoel Victor de Azevedo Filho (São Paulo, 9 de agosto de 1927 — São Paulo, 26 de março de 1995) foi um pintor, desenhista, ilustrador, cartunista e professor brasileiro filho de Manoel Victor de Azevedo e Emma Crivelente.

## Biografia
Manoel Víctor, aos quinze anos, já havia decidido que sua vida profissional estaria ligada às artes. Por isso, ao invés de procurar um curso universitário como qualquer jovem de classe média, foi estudar nos Estados Unidos, já que no Brasil não existiam cursos para tal. Lá chegando, matriculou-se na antiga e tradicional escola Art Students League of New York, a mesma onde anos antes fora frequentada por Anita Malfatti. Entre vários professores de renome que ali lecionavam, escolheu a classe de Frank Riley, um dos mais afamados mestres da ilustração americana. 
Foi o primeiro ilustrador brasileiro a usar o óleo nos trabalhos de ilustração. Também foi pioneiro em levar desenhos para a televisão esboçando-os ao vivo. Isto ocorreu em 1953 na TV Record de São Paulo, então uma emissora recém-fundada por Paulo Machado de Carvalho, no programa infantil produzido por Eduardo Moreira. Foi grande o seu sucesso.
Foi ilustrador e Diretor de Arte na agência de publicidade CIN e sócio fundador da Escola Panamericana de Arte-EPA.

## Trabalhos
Obras de Monteiro Lobato ilustradas por Manoel Victor
- A Chave do Tamanho
- Caçadas de Pedrinho
- Reinações de Narizinho
- Os Doze Trabalhos de Hércules
- Fábulas
- Memórias da Emília
- O Picapau Amarelo
- Viagem ao Céu

## Prêmios
- Prêmio Jabuti

- Prêmio Crefisul
- 1982 - Ilustrações do livro: Milena morena e as fadas desencantadas de Lucília Prado[4]